# Сирське
Сирське (рос. Сырское) — село у Липецькому районі Липецької області Російської Федерації.
Населення становить 3567  осіб. Належить до муніципального утворення Сирська сільрада.

## Історія
З 13 червня 1934 до 1954 року у складі Воронезької області. Відтак входить до складу Липецької області.
Згідно із законом від 2 липня 2004 року №114-оз органом місцевого самоврядування є Сирська сільрада.

## Населення
| 2002 | 2010  | 2012  |
| ---- | ----- | ----- |
| 3485 | ↘3457 | ↗3567 |